# Hölick
Hölick este o arie protejată (arie specială de conservare — SAC, sit de importanță comunitară — SCI) din Suedia întinsă pe o suprafață de 598 ha, integral pe uscat.

## Localizare
Centrul sitului Hölick este situat la coordonatele 61°37′28″N 17°28′11″E / 61.6244°N 17.4696°E.

## Înființare
Situl Hölick a fost declarat sit de importanță comunitară în decembrie 1995 pentru a proteja un număr necunoscut de specii din flora spontană și fauna sălbatică aflate în arealul zonei. Situl a fost protejat și ca arie specială de conservare în martie 2011.

## Biodiversitate
Situată în ecoregiunile boreală și marină baltică, aria protejată conține 13 habitate naturale: Dune împădurite din regiunile atlantică, continentală și boreală, Lagune de coastă, Vegetație perenă pe țărmurile stâncoase, Dune mobile de-a lungul țărmului cu Ammophila arenaria („dune albe”), Dune de coastă fixe cu vegetație erbacee („dune gri”), Faleze cu vegetație de pe coastele atlantice și baltice, Pășuni de coastă din Baltica boreală, Mlaștini împădurite, Mlaștini turboase de tranziție și turbării mișcătoare, Păduri naturale în etape succesive primare ale suprafețelor emergente de coastă, Insulițe și insule mici din Baltica boreală, Taiga vestică, Dune fixe decalcificate cu Empetrum nigrum.
La baza desemnării sitului se află un număr nedeclarat de specii protejate.